# Distrito Sur (Israel)
El distrito Sur o Meridional (en hebreo: מחוז הדרום, transliterado: Mehoz haDarom) es uno de los seis distritos de Israel, siendo el más extenso y a su vez el menos habitado. La población es de 1.086.240 habitantes. Cubre la región del Néguev y el valle de Aravá. La capital es Beerseba y su mayor ciudad es Asdod. Limita al norte con los distritos Central y de Jerusalén, al noreste con Cisjordania (Área de Judea y Samaria), al este con Jordania, al sur con el golfo de Áqaba (mar Rojo), al suroeste con Egipto, al oeste con 51 km con la Franja de Gaza, y al noroeste con el mar Mediterráneo. Contiene la parte suroeste del mar Muerto, a lo largo de la frontera con Jordania hasta Eilat.

## Distrito Sur

### Ciudades, concejos locales y concejos regionales
| Ciudades | Concejos locales | Concejos regionales |
| --- | --- | --- |
| - Arad - Asdod - Ascalón - Beerseba - Dimona - Eilat - Netivot - Ofakim - Kiryat Gat - Kiryat Malaji - Rahat - Sederot | - Ararat an-Naqab - Hura - Kuseife - Lakiya - Lehavim - Meitar - Mitzpé Ramón - Ómer - Shaqib al-Salam - Tel as-Sabi - Yeruham | - Al-Kasom - Araba Central - Beer Tuvia - Bnei Shimon - Eshkol - Hevel Eilot - Hof Ashkelon - Lakish - Merjavim - Neve Midbar - Ramat HaNéguev - Sdot Néguev - Shaar HaNéguev - Shafir - Tamar - Yoav |